# اوروتیک اسید
اوروتیک اسید (انگلیسی: Orotic acid) یکی از ترکیبات ناجورحلقه و یک کربوکسیلیک اسید است. در گذشته تصور می‌شد این ترکیب از ویتامین‌های گروه بی بوده و vitamin B13 نامیده می‌شد، بعدها کشف شد که این ترکیب اصلاً ویتامین نیست.
اوروتیک اسیدوری ارثی نوعی بیماری متابولیک مادرزادی است که موجب افزایش ترشح اوروتیک اسید به ادرار، کم‌خونی و عقب ماندگی ذهنی و فیزیکی می‌شود.